# Nnamdi Asomugha
Nnamdi Asomugha (Lafayette, 6 luglio 1981) è un attore, produttore cinematografico ed ex giocatore di football americano statunitense che ha giocato nel ruolo di cornerback nella National Football League (NFL). Fu scelto nel corso del primo giro (31º assoluto) del Draft NFL 2003 dagli Oakland Raiders. Al college giocò a football coi California Golden Bears.

## Carriera professionistica

### Oakland Raiders
Al Draft NFL 2003 Asomugha stato selezionato dai Raiders come 31a scelta assoluta. Ha debuttato nella NFL il 7 settembre 2003 contro i Tennessee Titans indossando la maglia numero 21. Ha saltato solamente la prima partita perché non è stato convocato.
Nelle stagioni successive Nnamdi si è fatto temere e conoscere da tutti i quarterback della lega, costringendoli a lanciare pochissime volte dalla sua parte.
Nella stagione 2007 ha saltato la sua prima partita a causa di un infortunio non grave al ginocchio sinistro e nella stagione successiva ha saltato l'ultima per un infortunio leggero al collo. A fine stagione 2008 è stato scelto per la prima volta per il Pro Bowl.
Il 19 febbraio 2009 ha firmato un contratto faraonico di 3 anni di cui l'ultimo opzionale per un totale di 45.3 milioni di dollari di cui 28,5 garantiti. A discapito di un'altra stagione pessima dei Raiders è stato scelto per seconda volta per il Pro Bowl.
Nella stagione 2010 durante l'incontro dell'8a settimana contro i Seattle Seahawks durante una copertura su un lancio, si è distorto la caviglia destra. Questo infortunio l'ha costretto a saltare due partite e a giocare in non perfette condizioni le restanti 6. Comunque ha ricevuto la sua terza convocazione per giocare il Pro Bowl.
A fine stagione, secondo delle clausole del suo contratto, non raggiungendo degli obiettivi prefissati nelle prestazioni personali il suo ultimo anno è diventato nullo, quindi Nnamdi è diventato unrestricted free agent.

### Philadelphia Eagles
Il 29 luglio 2011 ha firmato un contratto di 5 anni con i Philadelphia Eagles. La sua prima stagione con la nuova franchigia è terminata con 3 intercetti, giocando tutte le 16 partite di cui 15, da titolare. A fine stagione, Nnamdi è stato votato al 79º posto nella NFL Top 100, l'annuale classifica dei migliori cento giocatori della stagione.
Il 12 marzo 2013 il giocatore è stato svincolato dagli Eagles.

### San Francisco 49ers
Il 2 aprile 2013, Asomugha ha firmato un contratto annuale di 1,35 milioni di dollari, oltre a 1,65 milioni di incentivi, coi San Francisco 49ers. Il 4 novembre 2013 è stato svincolato.
Il 27 dicembre 2013, Asomugha ha firmato un contratto di un giorno con gli Oakland Raiders per ritirarsi come membro della franchigia in cui ha giocato le annate migliori della propria carriera.

## Palmarès
- (3) Pro Bowl (2008, 2009, 2010)
- (3) First-Team All-Pro (2008, 2009, 2010)
- Second-Team All-Pro (2006)

## Filmografia parziale

### Attore
- Fire with Fire, regia di David Barrett (2012)
- Hello, My Name Is Doris, regia di Michael Showalter (2015)
- Sylvie's Love, regia di Eugene Ashe (2020)
- The Good Nurse, regia di Tobias Lindholm (2022)

### Produttore
- Sylvie's Love, regia di Eugene Ashe (2020)
- Nanny, regia di Nikyatu Jusu (2022)

## Doppiatori italiani
Nelle versioni in italiano delle opere in cui ha recitato, Nnamdi Asomugha è stato doppiato da:
- Federico Zanandrea in Sylvie's Love
- Gabriele Vender in The Good Nurse